# Амвросий Доростолски
Амвросий е български православен духовник, доростолски митрополит на Българската православна църква от 2010 до 2020 година и браницки епископ (1998 – 2010).

## Биография
Роден е на 9 юни 1942 година в град Свищов, България, със светското име Александър Александров Парашкевов. Завършва средно образование в родния си град и Висшия химико-технологичен институт в София. От 1983 учи в Духовната академия „Свети Климент Охридски“, която завършва през 1987 година. Подстриган е в монашество на 13 август 1983 година в Клисурския манастир „Св. св. Кирил и Методий“, край Берковица, под името Амвросий от митрополит Филарет Видински. Ръкоположен е в Чипровския манастир „Свети Йоан Рилски“ за йеродякон на 19 октомври 1983 г. от митрополит Филарет. От 1 ноември 1983 г. до 1 декември 1984 г. служи като епархийски дякон при Видинската митрополия. На 15 август 1984 година е ръкоположен за йеромонах в Клисурския манастир. От 1 декември 1984 до 3 февруари 1988 година йеромонах Амвросий служи в Клисурския манастир, като същевременно обгрижва и богослужебните нужди в различни енории на Берковското архиерейско наместничество. На 29 юни 1989 година митрополит Дометиан Видински го възвежда в архимандритско достойнство. От 3 февруари 1988 г. до 1 април 1994 г. е игумен на Лопушанския манастир.
При появата на разкола в Българската православна църква, архимандрит Амвросий се присъединява към така наречения Алтернативен синод и е ръкоположен за епископ на 3 април 1994 година в Чекотинския манастир „Свети Архангел Михаил“ от разколника митрополит Пимен Неврокопски и е назначен за видински митрополит. Установява седалището си в Берковица, тъй като видинското свещенство не го допуска в града.
На Всеправославния събор в София на 1 октомври 1998 година Амвросий се разкайва и хиротонията му е призната „по крайно снизхождение“ и е приет в единството на Българската православна църква със сан епископ и титлата браницки. Служи като викарий на видинския митрополит. Същевременно от 1999 г. до 2004 г. изпълнява и длъжността игумен на Клисурския манастир, като успява да го ремонтира и стабилизира финансово. От 1 юли 2004 година е викарий на врачанския митрополит.
На 17 януари 2010 г. е избран от Светия синод за доростолски митрополит. За епископ Амвросий Браницки гласуват десет членове на Синода, две бюлетини са празни, а неговият съперник епископ Павел Левкийски не получава нито един глас. На 24 януари е канонично утвърден и на 30 януари 2010 г. е въдворен на престола на Доростолската епархия.
След смъртта на митрополит Кирил Варненски и Великопреславски, на 18 юли 2013 година Светият синод определя Амвросий Доростолски като временен наместник на варненския и великопреславски престол.
Амвросий Доростолски умира с коронавирус като съпътстващо заболяване към други болести на 18 август 2020 година в Силистра.